# Franz Mertens
Pour les articles homonymes, voir Mertens.
Franz Mertens, né le 20 mars 1840 à Schroda (aujourd'hui Środa Wielkopolska) et mort le 5 mars 1927 à Vienne, est un mathématicien allemand d'origine autrichienne, professeur à l’université Jagellonne de Cracovie. Il est connu pour ses études en théorie des nombres. 

## Biographie
Franz Mertens étudia les mathématiques à l'université Humboldt de Berlin où il soutint en 1865 une thèse sur la théorie du potentiel sous la direction d’Ernst Kummer et Leopold Kronecker. Il consacra sa carrière à la théorie des nombres : en ce domaine, il est passé à la postérité pour l'amélioration qu'il avait apportée à la démonstration du théorème de Dirichlet sur les nombres premiers.
Nommé en 1865 professeur de l’Université Jagellonne de Cracovie, il obtient la chaire de mathématiques en 1870. En 1884, il se voit offrir la chaire de mathématiques à l'Université technique de Graz et en 1894 celle de l'Université de Vienne. Professeur émérite en 1911, il poursuit ses cours.
Son tombeau se trouve au Cimetière central de Vienne (concession 30D-2-5).

## Œuvre
Son plus célèbre résultat dans ce domaine, connu sous le nom de théorème de Mertens, est celui qui établit la convergence vers 0 de
{\displaystyle \sum _{p\leq x}{\frac {1}{p}}-\ln \ln x-\mathrm {M} }
lorsque {\displaystyle x\rightarrow \infty }, où la sommation parcourt l'ensemble des nombres premiers inférieurs à x, et où M est la constante de Meissel-Mertens.
Il est également connu pour son théorème d'analyse sur le produit de Cauchy de deux séries.